# Miguel Ángel Félix Gallardo
Miguel Ángel Félix Gallardo, známý pod přezdívkou El Padrino („Kmotr“) (* 8. ledna 1946, Culiacán, Sinaloa, Mexiko), je usvědčený narkobaron původem z Mexika. Je zakladatelem kartelu z Guadalajary, který působil v 70. letech 20. století, a měl pod kontrolou většinu činnosti spojené s drogami na území Mexika a hranic USA.
Miguel Ángel Félix Gallardo byl zatčen za vraždu agenta Enrique „Kikiho“ Camareny, člena DEA. Camarena byl umučen k smrti na jednom z Gallardových pozemků. Félix Gallardo si svůj 37letý trest původně odpykával ve věznici se zvýšenou ostrahou v Altiplanu, ale v roce 2014 byl kvůli chátrajícímu zdraví přesunut do věznice se střední ostrahou.

## Začátek života
Gallardo se narodil na ranči v Bellavista na okraji Culiacán v Sinaloa. Dokončil střední školu a studoval obchod na vysoké škole. Pracoval jako agent mexické federální justiční policie a jako osobní bodyguard rodiny guvernéra Sinaloi, Leopolda Sáncheze Celise. Znalost tohoto politika Gallardovi pomohla vybudovat jeho drogové impérium. Byl zároveň kmotrem Celisova syna Rodolfa.
Félix Gallardo původně pracoval pro pašeráky drog v Mexiku spojené se státní korupcí, ale po chvíli společně s Rafaelem Carem Quinterem a Ernestem Fonsecou Carillem, kteří předtím pracovali pro Avilésovu zločineckou organizaci, převzali kontrolu nad většinou cest, přes které se pašovaly drogy, z důvodu zabití Avilése v přestřelce s policií.

## Spojení s kolumbijskými drogovými kartely
Na začátku 80. let 20. století docházelo k uzavírání pašovacích cest přes Floridu. Z tohoto důvodu si kolumbijské drogové kartely zvolily Mexiko jako primární cestu převážení drog.
Félix Gallardo získal napojení na kolumbijské drogové kartely přes Juana Matta-Ballesterose. Matta-Ballesteros nejprve Gallarda seznámil s Albertem Siciliou-Falconem, který poté převážel drogy letecky. Později získal i napojení na kartel z Cali, což byl jeden z hlavních kartelů dovážejících kokain do USA (spolu s Escobarovým Medellínským kartelem). Caro Quintero a Fonseca Carillo společně s Félixem Gallardem si však od kartelu z Cali za převoz kokainu nežádali peníze. Na oplátku požadovali ponechání si 50% kokainu, který přešel přes americko-mexickou hranici. Tento tah se ukázal jako extrémně výhodný vzhledem k zredukování kroku navíc (převážení peněz).
Do konce 80. let 20. století se Guadalajarskému kartelu (složenému z mexických států Sinaloa, Tijuana, Juarez a kartelů z Pacifico Sur) skoro povedlo vlastnit veškerý obchod s drogami na území Mexika a mexicko-americké hranice.

## Vražda agenta DEA „Kikiho“ Camareny
Kikimu Camarenovi, agentovi DEA, který působil v 80. letech 20. století v Mexiku v přestrojení, se povedlo infiltrovat do drogy převážející organizace a získat klíčové informace o Félixovi Gallardovi. V roce 1984 se mexické armádě díky Camarenovým informacím povedlo zničit 1000 hektarovou plantáž Rancho Búfalo ve státě Chihuahua, na které Gallardo společně s Carem Quinterem a Ernestem Fonsecou pěstovali obrovské množství marihuany. V 80. letech se jednalo o největší marihuanovou plantáž, která kdy existovala. Pracovaly na ní tisíce farmářů z okolí a díky korupci byla dokonce chráněna mexickou zpravodajskou službou jako součást Operation Godfather (Operace Kmotr). Později byla hodnota marihuany pěstované na této plantáži vyčíslena na 8 miliard amerických dolarů. Camarena byl také velmi blízko k objevení a odhalení konexí Gallarda a ostatních narkobaronů.
Jako reakci si Félix Gallardo objednal unesení Camareny. 7. února 1985 byl Kiki Camarena unesen policisty, kteří byli na Gallarda napojeni. Byl přesunut do rezidence v Lope de Vega v západní části města Guadalajary, která patřila Rafaelovi Carovi Quinterovi. Byl tam podle svědků mučen a vyslýchán 30 hodin v kuse. 9. února byl Camarena zabit. Jeho tělo bylo později nalezeno v mělké díře na ranči ve státu Michoacán.
Vražda Camarena vyvolala jednu z největších akcí provedenou DEA, operaci Leyenda. Byla vytvořena speciální jednotka na koordinaci vyšetřování v Mexiku a byla odhalena obrovská míra korupce, která zde byla uplatňována.
Vyšetřovatelé shledali Félixe Galarda spolu s jeho dvěma spolupracovníky Ernestem Carillem a Rafaelem Quinterem jako hlavní podezřelé z vraždy. Díky tlaku americké vlády byli Fonseca s Quinterem zatčení. Félix Gallardo avšak stále díky svému politickému vlivu zůstal na svobodě.
Někteří mexičtí novináři, historici a svědci (převážně zakládající agenti CIA) vypověděli, že byl Camarena zabit za pomoci CIA s cílem zakrýt drogové operace spojené s USA a Nikaraguou.[zdroj⁠?!]

## Zatčení
Félix Gallardo se poté skrýval a v roce 1987 se s rodinou přestěhoval do Guadalajary. Byl zatčen na území Mexika 8. dubna 1989 a byl odsouzen za únos a vraždu agenta DEA Kikiho Camareny, vydírání, pašování drog a další násilné činy.
Podle spisů USA se Gallardo nějakou dobu ukrýval v domě Sinalojského guvernéra Antonia Toleda Corra. Corro toto obvinění popírá a zároveň tvrdí, že nevěděl o Gallardově ilegálním působení.
Zatčení Félixe Gallarda byl začátek odhalení velké míry korupce v Mexiku. Pár dní po Gallardově zatčení bylo zatčeno i několik policejních velitelů a 90 vládních úředníků bylo propuštěno.

## Uvěznění
I během zatčení zůstal Félix Gallardo jedním z největších mexických narkobaronů. Do roku 1990, kdy byl přesunut do věznice se zvýšenou ostrahou v Altiplanu, řídil svou organizaci dálkově přes mobilní telefon.
S přibývajícím věkem si Félix Gallardo stěžoval na špatné podmínky, které musel ve věznici prožít. Tvrdil, že trpí závratěmi, hluchotou, ztrátou vidění a problémy s krevní cirkulací. Žil v cele s rozměry 240x440 cm, kterou nesměl nikdy opustit. Na rozdíl od ostatních vězňů neměl ani právo na pobyt na vězeňském dvoře. V březnu roku 2013 si Gallardo vyžádal soudní proces o přesunutí a pokračování jeho trestu v domácím vězení. Nejprve byla jeho žádost zamítnuta, ale později, roku 2014, jí bylo z důvodu jeho chátrajícího zdraví vyhověno.
20. února roku 2019 byla zamítnuta jeho opakovaná žádost na dokončení trestu v domácím prostředí. Jako důvod bylo udáno, že Gallardovo slabé zdraví není dostatečným argumentem pro přesunutí do domácí vazby.

## Rozdělení teritorií
Po jeho zatčení se Gallardo rozhodl své drogové impérium rozdělit na menší celky z důvodu menší pravděpodobnosti odhalení nelegální činnosti. Dal instrukce svému právníkovi, aby rozdělil kontrolované území. Cestu přes Tijuanu přenechal bratrům Arellano Felix, cesta přes Ciudad Juárez připadla rodině Carillo Fuentes. Miguel Caro Quintero měl na starosti Sonora corridor. Území u Pacifického oceánu přenechal Joaquínovi Guzmánovi Loerovi a Héctorovi Luisovi Palmovi Salazarovi. Později se k nim přidal i Ismael Zambada García.
Félix Gallardo plánoval organizaci řídit z vězení, avšak po přesunutí do věznice se zvýšenou ostrahou to již nebylo možné a ztratil veškerou kontrolu.

## Memoáry
V roce 2008 získal investigativní novinář Diego Enrique Osorno možnost zkontaktovat Gallarda a vydat jeho memoáry. Félix Gallardo své memoáry napsal ve vězení v tajnosti ručně na papír a popisuje v nich své zatčení a chování policie. Také v nich mluví o své rodině a často přeskakuje mezi tématy. 35stránkový výběr byl publikován mexickým časopisem Gatopardo.